# Munki
Munki — шестой студийный альбом шотландской рок-группы The Jesus and Mary Chain, изданный в 1998 году.

## Об альбоме
Munki — последний студийный альбом The Jesus and Mary Chain перед 8-летним распадом с 1999 по 2007 год. Джим Рейд впоследствии вспоминал: «Я и Уильям не очень ладили. В прошлом году мы едва разговаривали. Munki один из моих любимых альбомов, но он действительно нас разделил. Уильям ходил в студию с остальными участниками группы и записывался, пока меня там не было, а я ходил с ними, когда там не было Уильяма.» Джим также говорил, что «I Hate Rock 'n' Roll» была написана его братом «из разочарования от того дерьма, с которым приходится иметь дело в музыкальном бизнесе.» В противовес негативной песне Уильяма Джим написал «I Love Rock 'n' Roll». В интервью журналу Spin басист Бен Лури и новый ударник Ник Сандерсон пояснили название Munki: «Это ничего не значит. Это просто слово. Орфографическая ошибка.» Это слово, вероятно, придумала сестра братьев Рейд Линда. С 2007 года группа вновь выступает, в составе братьев Рейд, а также Фила Кинга, Джона Мура и Браяна Янга.

## Список композиций
Слова и музыка всех песен — Джима Рейда и Уильяма Рейда.
| №   | Название                          | Длительность |
| --- | --------------------------------- | ------------ |
| 1.  | «I Love Rock 'n' Roll»            | 2:37         |
| 2.  | «Birthday»                        | 3:57         |
| 3.  | «Stardust Remedy»                 | 2:26         |
| 4.  | «Fizzy»                           | 3:39         |
| 5.  | «Moe Tucker»                      | 3:19         |
| 6.  | «Perfume»                         | 4:39         |
| 7.  | «Virtually Unreal»                | 3:38         |
| 8.  | «Degenerate»                      | 5:29         |
| 9.  | «Cracking Up»                     | 4:40         |
| 10. | «Commercial»                      | 7:02         |
| 11. | «Supertramp»                      | 3:37         |
| 12. | «Never Understood»                | 4:14         |
| 13. | «I Can't Find the Time for Times» | 4:17         |
| 14. | «Man on the Moon»                 | 3:41         |
| 15. | «Black»                           | 5:18         |
| 16. | «Dream Lover»                     | 3:05         |
| 17. | «I Hate Rock 'n' Roll»            | 3:42         |

## Участники записи
- Джим Рейд — вокал, гитара
- Уильям Рейд — вокал, гитара
- Бен Лури — бас-гитара, гитара
- Ник Сандерсон — барабаны